# 카이루안 집단
카이루안 (그룹) 유한책임공사(중국어 간체자: 开滦(集团)有限责任公司)는 중국의 주요 탄광 회사이다. 중국공정광업공사가 전신이다.
2009년, 카이루안 그룹은 동북 해안에 5천만 톤의 화석 연료를 저장할 수 있는 석탄 비축 기지를 건설할 계획을 세웠다. 세계 최대 석탄 소비국이자 생산국 중 하나로서, 미래의 공급 충격에 대처하기 위해 산둥성 동부에 각각 2천만 톤 이상의 저장 용량을 가진 4~6개의 석탄 비축 기지를 건설했다. 카이루안이 계획한 기지는 허베이성의 차오페이뎬 지역에 위치할 예정이었으며, 예상 비용은 20억 위안 (2억 9,400만 달러)이었다. 시간표는 제공되지 않았다.
국영 탄광 그룹은 카이루안 에너지 화학(상하이: 600997)의 모회사이다.
2012년, 카이루안 그룹은 탕강의 징탕 유나이티드 철강과의 합작 철강 프로젝트에 30%의 지분을 발표했다. 그러나 이 거래는 무산되었다.

## 같이 보기
- 중국의 석탄 화력 발전